# Џолијет (Илиноис)
Џолијет (енгл. Joliet) град је у америчкој савезној држави Илиноис. По попису становништва из 2010. у њему је живело 147.433 становника.

## Демографија
Према попису становништва из 2010. у граду је живело 147.433 становника, што је 41.212 (38,8%) становника више него 2000. године.
|                   | 2010.            | 2000.            |
| Укупно            | 147 433 (100,0%) | 106 221 (100,0%) |
| Белци             | 78 159 (53,01%)  | 64 811 (61,02%)  |
| Хиспаноамериканци | 41 042 (27,84%)  | 19 552 (18,41%)  |
| Афроамериканци    | 23 562 (15,98%)  | 19 294 (18,16%)  |
| Азијати           | 2 841 (1,927%)   | 1 215 (1,144%)   |
| Остали            | 1 829 (1,241%)   | 1 349 (1,270%)   |